# Калпмонт (Пенсільванія)
Калпмонт (англ. Kulpmont) — місто (англ. borough) в США, в окрузі Нортамберленд штату Пенсільванія. Населення — 2758 осіб (2020).

## Географія
Калпмонт розташований за координатами 40°47′43″ пн. ш. 76°28′19″ зх. д. / 40.79528° пн. ш. 76.47194° зх. д. (40.795140, -76.471833).  За даними Бюро перепису населення США в 2010 році місто мало площу 2,49 км², уся площа — суходіл.

## Демографія
Згідно з переписом 2010 року, у селищі мешкали 2924 особи в 1344 домогосподарствах у складі 794 родин. Густота населення становила 1176 осіб/км².  Було 1508 помешкань (607/км²).
Расовий склад населення:
| - 97,5 % — білих - 0,5 % — азіатів - 0,4 % — чорних або афроамериканців |

До двох чи більше рас належало 0,9 %. Частка іспаномовних становила 1,4 % від усіх жителів.
За віковим діапазоном населення розподілялося таким чином: 18,6 % — особи молодші 18 років, 58,2 % — особи у віці 18—64 років, 23,2 % — особи у віці 65 років та старші. Медіана віку мешканця становила 46,1 року. На 100 осіб жіночої статі у селищі припадало 95,1 чоловіків;  на 100 жінок у віці від 18 років та старших — 93,3 чоловіків також старших 18 років.
Середній дохід на одне домашнє господарство  становив 51 980 доларів США (медіана — 41 058), а середній дохід на одну сім'ю — 68 537 доларів (медіана — 56 037). Медіана доходів становила 47 361 долар для чоловіків та 33 333 долари для жінок. За межею бідності перебувало 12,7 % осіб, у тому числі 19,6 % дітей у віці до 18 років та 10,3 % осіб у віці 65 років та старших.
Цивільне працевлаштоване населення становило 1163 особи. Основні галузі зайнятості: освіта, охорона здоров'я та соціальна допомога — 31,5 %, публічна адміністрація — 15,4 %, роздрібна торгівля — 12,1 %, виробництво — 9,1 %.